# Гудыма, Владимир Ярославович
Влади́мир Яросла́вович Гудыма (укр. Володимир Ярославович Гудима; 20 июля 1990) — украинский футболист, нападающий.

## Биография

### Клубная карьера
С 2003 года по 2007 год выступал в ДЮФЛ за львовские «Карпаты», в июле 2007 года играл в турнире за УФК. 10 апреля 2007 года дебютировал в «Карпатах-2» во Второй лиге Украины в домашнем матче против тернопольской «Нивы» (1:1), Гудыма вышел на 56-й минуте вместо Назара Химича. Всего за «Карпаты-2» во Второй лиге он сыграл 48 матчей и забил 6 голов. В сезоне 2009/10 вместе с дублем «Карпат» стал победителем молодёжного первенства Украины.
В основном составе «Карпат» дебютировал 5 мая 2010 года в домашнем матче против криворожского «Кривбасса» (0:2), Гудыма вышел на 77 минуте вместо Александра Гурули. Летом 2010 года он был окончательно переведён в основной состав «Карпат». 1 августа 2010 года в выездном матче против луганской «Зари» (2:2), Владимир Гудыма смог заработать пенальти и также смог забить сам, на 26 минуте в ворота Игоря Шуховцева. Позже он был признан лучшим игроком матча, по опросу официальном сайта «Карпат». 19 августа 2010 года дебютировал в еврокубках в выездном матче квалификации Лиги Европы против турецкого «Галатасарая» (2:2), Гудыма вышел на 65-й минуте вместо Дениса Кожанова. После матча главным тренер «Карпат» Олег Кононов похвалил игру Владимира. По итогам двух встреч «Карпаты» смогли пробиться в групповой раунд Лиги Европы, где заняли последнее 4-е место в своей группе, уступив дортмундской «Боруссии», «Севильи» и «Пари Сен-Жермену». Гудыма сыграл в 3 играх группового этапа.
С августа по ноябрь 2014 года Владимир играл за ФК «Нива» (Тернополь). В феврале 2015 года перешёл в польский клуб «Хробры» из Глогува.

### Карьера в сборной
С 2006 года по 2007 год выступал за юношескую сборную Украины до 17 лет и сыграл 14 матчей. За юношескую сборную до 19 лет он провёл 4 матча.
За молодёжную сборную до 21 года он сыграл 5 матчей и забил 1 гол. Вместе со сборной он принял участие в турнире памяти Валерия Лобановского в августе 2010 года. Украина на турнире заняла 3-е место.

## Достижения
- Победитель молодёжного чемпионата Украины (1): 2009/10